# Bušletić
Bušletić (cyr. Бушлетић) – wieś w Bośni i Hercegowinie, w Republice Serbskiej, w mieście Doboj. W 2013 roku liczyła 556 mieszkańców.